# Schachen (Wetterstein)
Le Schachen est une montagne d'une altitude de 1 866 m dans le massif du Wetterstein.

## Géographie

### Situation
Le Schachen se trouve à proximité immédiate de la Dreitorspitze et de la Meilerhütte au-dessus de la Reintal.
Depuis 1970, il se trouve dans la réserve naturelle du Schachen et de la Reintal, d'une superficie de 39,65 km2, qui est protégée par la directive habitats.

### Faune et flore
Le Schachen abrite l'une des plus grandes occurrences contiguës de Pinus cembra, et en conséquence un grand nombre de cassenoix mouchetés qui aiment se nourrir des graines de pin.
La salamandre noire est également commune sur le Schachen.

## Histoire
La maison royale de Schachen est construite au sommet entre 1869 et 1871 à la demande de Louis II de Bavière qui y habite lors de ses séjours annuels dans les montagnes. Étant donné que le Schachen offre une bonne vue sur la Reintal, c'est une destination intermédiaire populaire pour les randonnées en montagne dans la région, dont la plupart partent d'Elmau. À côté de la maison royale se trouve un jardin alpin aménagé vers 1900 avec des plantes alpines du jardin botanique de Munich.
Le Schachenhaus (1 866 m) peut être atteint de trois manières : par l'Alpenvereinsweg 801 du Club alpin allemand ou le Nordalpenweg 01 du Club alpin autrichien depuis la Bockhütte (1 052 m) dans le Reintal ou en descendant sur ce sentier depuis la Meilerhütte (2 374 m) à la frontière avec l'Autriche ainsi que par l'Alpenvereinsweg 841 (Schachenweg) depuis Elmau (1 088 m). Un sentier étroit partant du Wettersteinalm (1 464 m) en direction de l'ouest rencontre le Schachenweg à environ un kilomètre en dessous du Schachenhaus.